# Morten Korch (dokumentarfilm)
|  | Denne artikel er oprettet af botten Steenthbot ud fra en ekstern database. Den kan derfor have sproglige fejl eller mangler. Denne skabelon kan fjernes efter kontrol af indholdet. |

Morten Korch er en dansk dokumentarfilm fra 1946.

## Handling
Morten Korch vises i sit hyggelige dagligliv på sin gård. Han fremsiger et par digte i fynsk dialekt.

## Medvirkende
- Morten Korch